# Banica (parroquia)

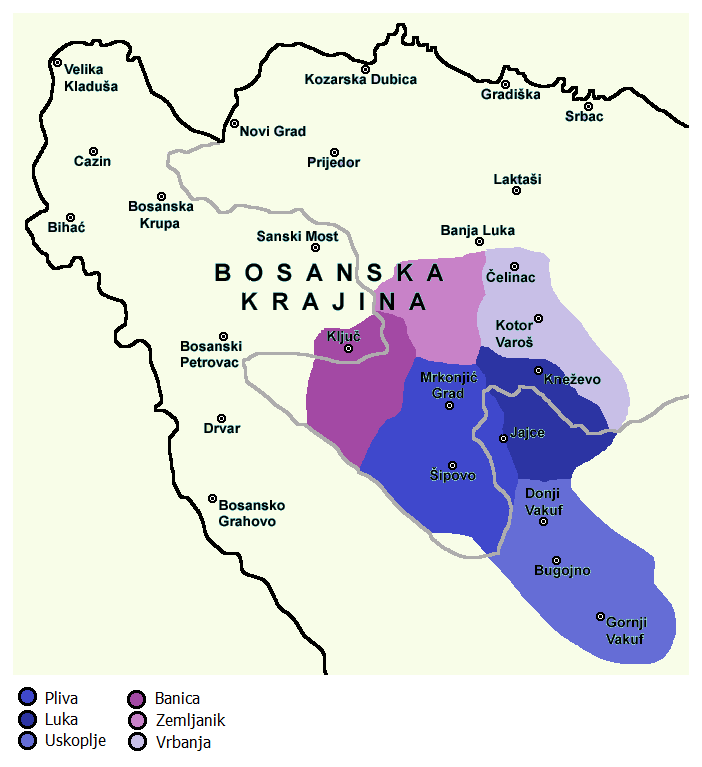
Župas de Donji Kraji en la Edad Media.

Banica fue una parroquia en la Bosnia medieval. Estaba situada alrededor de los tramos superiores del río Sana. Administrativamente formaba parte de Donji Kraji. La Casa de Hrvatinić tenía propiedades en Banica con la ciudad de Ključ. La propiedad de Banica y Vrbanja a los Hrvatinić fue confirmada por el ban Esteban II Kotromanić, en agradecimiento a Vuk Vukoslavić por devolverle al ban la ciudad de Novi durante la guerra entre Bosnia y Serbia, que el emperador Dušan había capturado durante su invasión de Bosnia en 1350. Cuando la Casa de Hrvatinić se dividió en 1351, la Casa de Vukoslavić recibió Banica y la Casa de Pavlović recibió la parroquia de Zemljanik. Hrvatin Stjepanić recibió el apodo de Ključki (Hrvatin Ključki) por su propiedad principal, la ciudad de Ključ en la parroquia de Banica. El ban Esteban II llamó así a Hrvatin en las concesiones a su hijo Vukoslav.